# Kiviak
Kiviak es un plato tradicional invernal de los inuit de Groenlandia. El mismo se prepara con alcas que se maceran en el cuerpo vaciado de una foca.
500 aves alcas son colocadas intactas dentro del cuerpo de una foca. Las aves se encuentran completas con sus picos, patas y plumas, se procede a eliminar cuanto espacio vacío sea posible de dentro de la piel de foca, la cual es cosida y sellada con grasa, y se procede a colocar una gran piedra sobre la piel para asegurar el contenido de aire en su interior sea muy reducido. Durante tres meses los cuerpos de las aves fermentan, luego se abre el cuero de foca y se extraen las aves y se las consume durante el invierno de Groenlandia, especialmente durante cumpleaños y casamientos.
El proceso fue mostrado en el tercer episodio de la serie de la BBC Human Planet en 2011.Comida propia de los Esquimales